# Pueblo Cazes
Pueblo Cazes é uma junta de governo da província de Entre Ríos, na Argentina.